# Стэнли, Эдуард Генри, 15-й граф Дерби
Эдуард Генри Стэнли, 15-й граф Дерби (21 июля 1826 — 21 апреля 1893) — британский государственный деятель, дипломат, министр иностранных дел Великобритании (1866–1868, 1874–1878).

## Биография
По окончании курса в Кембриджском университете предпринял путешествие в Северную Америку и Вест-Индию. Во время отсутствия своего он был избран (1848) членом Палаты общин, где и оставался до 1869 года, когда со смертью отца унаследовал титул графа Дерби и перешел в палату лордов. С 1844 по 1869 год был известен под титулом учтивости лорд Стенли.
В первом кабинете своего отца 14-го графа Дерби (1852) занимал должность товарища министра иностранных дел. Хотя он принадлежал к партии тори, однако лорд Пальмерстон в 1855 году предложил ему министерство колоний, но он отказался принять его. Во втором министерстве отца (1858) он получил пост министра по делам Индии, а в третьем (1866) — товарища министра иностранных дел и в этом звании принимал деятельное участие в переговорах (1867) с целью урегулирования дипломатического конфликта между Францией и Пруссией по люксембургскому вопросу.
По выходе отца в отставку (в феврале 1868), он занял пост министра иностранных дел. Этот же пост он получил и в новом консервативном кабинете Дизраэли (1874). Последующие годы были главной эпохой политической деятельности Дерби, который проявил большое миролюбие и самостоятельность политических убеждений. Во время русско-турецкой войны 1877—78 годов он усиленно противодействовал воинственным замыслам Дизраэли, настаивая на том, что правительство не должно вмешиваться в борьбу России с Турцией, пока не затронуты английские интересы. Когда в январе 1878 года английскому флоту предписано было отправиться в Дарданеллы, Дерби подал в отставку, но взял её обратно ввиду отмены этого распоряжения.
После заключения Сан-Стефанского договора Биконсфильд принял решение немедленно призвать резервистов; но Дерби считал эту меру преждевременной и 28 марта 1878 году вышел в отставку. В объяснение своего выхода из кабинета Дерби заявил, что он не мог одобрить завладения Кипром, с согласия или без согласия Порты. Позиция и действия Дерби в восточном вопросе содействовал тому, что связи его с консервативной партией ослабели; скоро он совершенно порвал их, примкнув к либеральной партии.
Когда в 1880 году образовался кабинет Гладстона, Дерби оказывал ему поддержку, а в 1882 году вступил в его состав в качестве министра колоний. В следующий кабинет Гладстона Дерби не вошёл, расходясь с премьером в воззрениях на ирландский вопрос, и сделался членом унионистской партии, не принимая, однако, особенно деятельного участия в политической жизни последних лет. Основал вместе с Джозефом Чемберленом, герцогом Девонширским и другими политиками-либералами Либеральную юнионистскую партию, позднее объединившуюся с консерваторами.